# Olympische Sommerspiele 2012/Kanu – Zweier-Canadier 1000 m (Männer)
Der Kanuwettbewerb im Zweier-Canadier 1000 Meter der Männer bei den Olympischen Spielen 2012 in London wurde am 7. und 9. August 2012 auf dem Dorney Lake ausgetragen. 24 Athleten nahmen teil. 
Der Wettbewerb begann mit zwei Vorläufen, bei denen sich die jeweiligen Gewinner direkt für das Finale A qualifizierten. Die übrigen Kanuten erhielten eine weitere Chance im Halbfinale, in dem sich aus beiden Läufen die ersten drei Boote für das Finale A qualifizierten, während die übrigen Boote im Finale B an den Start gingen, wo um die Plätze 9 bis 12 gefahren wurde.

## Titelträger
| Olympiasieger | Aljaksandr Bahdanowitsch / Andrej Bahdanowitsch | Peking 2008 |
| Weltmeister   | Stefan Holtz / Tomasz Wylenzek                  | Szeged 2011 |

## Zeitplan
- Vorläufe: 7. August 2012, 09:46 Uhr (Ortszeit)
- Halbfinale: 7. August 2012, 11:09 Uhr (Ortszeit)
- Finale: 9. August 2012, 09:30 Uhr (Ortszeit)

## Vorläufe

### Lauf 1
| Platz | Kanuten                              | Nation              | Zeit (min) |
| ----- | ------------------------------------ | ------------------- | ---------- |
| 1     | Peter Kretschmer / Kurt Kuschela     | Deutschland         | 3:34,435   |
| 2     | Alexei Korowaschkow / Ilja Perwuchin | Russland            | 3:37,568   |
| 3     | Huang Maoxing / Li Qiang             | Volksrepublik China | 3:38,483   |
| 4     | Jaroslav Radoň / Filip Dvořák        | Tschechien          | 3:38,711   |
| 5     | Marcin Grzybowski / Tomasz Kaczor    | Polen               | 3:38,759   |
| 6     | Alexander Haas / Jake Donaghey       | Australien          | 3:52,589   |

### Lauf 2
| Platz | Kanuten                                         | Nation        | Zeit (min) |
| ----- | ----------------------------------------------- | ------------- | ---------- |
| 1     | Serhij Besuhlyj / Maksym Prokopenko             | Aserbaidschan | 3:38,042   |
| 2     | Erlon Silva / Ronilson Oliveira                 | Brasilien     | 3:41,014   |
| 3     | Andrej Bahdanowitsch / Aljaksandr Bahdanowitsch | Belarus       | 3:42,599   |
| 4     | Alexandru Dumitrescu / Victor Mihalachi         | Rumänien      | 3:43,787   |
| 5     | Serguey Torres / José Carlos Bulnes             | Kuba          | 3:44,341   |
| 6     | Fortunato Luis Pacavira / Nelson Henriques      | Angola        | 3:16,478   |

## Halbfinale

### Lauf 1
| Platz | Kanuten                                         | Nation     | Zeit (min) |
| ----- | ----------------------------------------------- | ---------- | ---------- |
| 1     | Alexei Korowaschkow / Ilja Perwuchin            | Russland   | 3:36,456   |
| 2     | Andrej Bahdanowitsch / Aljaksandr Bahdanowitsch | Belarus    | 3:36,540   |
| 3     | Alexandru Dumitrescu / Victor Mihalachi         | Rumänien   | 3:36,551   |
| 4     | Marcin Grzybowski / Tomasz Kaczor               | Polen      | 3:37,695   |
| 5     | Alexander Haas / Jake Donaghey                  | Australien | 3:52,018   |

### Lauf 2
| Platz | Kanuten                                    | Nation              | Zeit (min) |
| ----- | ------------------------------------------ | ------------------- | ---------- |
| 1     | Huang Maoxing / Li Qiang                   | Volksrepublik China | 3:37,746   |
| 2     | Jaroslav Radoň / Filip Dvořák              | Tschechien          | 3:37,839   |
| 3     | Serguey Torres / José Carlos Bulnes        | Kuba                | 3:41,619   |
| 4     | Erlon Silva / Ronilson Oliveira            | Brasilien           | 3:42,101   |
| 5     | Fortunato Luis Pacavira / Nelson Henriques | Angola              | 4:18,543   |

## Finale

### Finale B
Anmerkung: Gefahren wurde hier um die Plätze neun bis zwölf, das heißt, die Sieger des B-Finales aus Polen wurden insgesamt Neunter usw.
| Platz | Kanuten                                    | Nation     | Zeit (min) |
| ----- | ------------------------------------------ | ---------- | ---------- |
| 1     | Marcin Grzybowski / Tomasz Kaczor          | Polen      | 3:37,692   |
| 2     | Erlon Silva / Ronilson Oliveira            | Brasilien  | 3:41,484   |
| 3     | Alexander Haas / Jake Donaghey             | Australien | 3:50,782   |
| 4     | Fortunato Luis Pacavira / Nelson Henriques | Angola     | 4:15,497   |

### Finale A
| Platz | Kanuten                                         | Nation              | Zeit (min) |
| ----- | ----------------------------------------------- | ------------------- | ---------- |
| 1     | Peter Kretschmer / Kurt Kuschela                | Deutschland         | 3:33,804   |
| 2     | Andrej Bahdanowitsch / Aljaksandr Bahdanowitsch | Belarus             | 3:35,206   |
| 3     | Alexei Korowaschkow / Ilja Perwuchin            | Russland            | 3:36,414   |
| 4     | Serhij Besuhlyj / Maksym Prokopenko             | Aserbaidschan       | 3:37,219   |
| 5     | Jaroslav Radoň / Filip Dvořák                   | Tschechien          | 3:37,601   |
| 6     | Serguey Torres / José Carlos Bulnes             | Kuba                | 3:42,357   |
| 7     | Alexandru Dumitrescu / Victor Mihalachi         | Rumänien            | 3:43,005   |
| 8     | Huang Maoxing / Li Qiang                        | Volksrepublik China | 3:48,930   |